# 11154 Kobushi
11154 Kobushi este un asteroid din centura principală de asteroizi.

## Descriere
11154 Kobushi este un asteroid din centura principală de asteroizi. A fost descoperit pe 28 decembrie 1997 la Ōizumi de Takao Kobayashi. El prezintă o orbită caracterizată de o semiaxă mare de 2,32 ua, o excentricitate de 0,11 și o înclinație de 5,1° în raport cu ecliptica.